# Дендевин Пюревдорж
Дендевин Пюревдорж (монг.  Дэндэвийн Пүрэвдорж; 15 октября 1933, Внутренняя Монголия (ныне сомон Бурдэ, аймака Уверхангай) — 20 марта 2009) — монгольский писатель
 и поэт, журналист, педагог. Герой Труда Монголии (2009). Лауреат Государственной премии Монголии (1981). Народный писатель Монголии (1996).

## Биография
Сын пастуха. После окончания средней школы с 1953 г. работал в Государственном музыкально-драматическом театре. В 1957 г. окончил Вечерний университет марксизма-ленинизма при Улан-Баторском комитете партии, в 1965 г. — Литературный институт им. М. Горького в Москве.
Преподавал в средней школе. Работал в журнале «Тоншуул», затем литературным руководителем Государственного центрального театра. С 1990 по 1993 год — директор издательства «Монгол Уран Зохиол».
Творческую деятельность начал в 1950 году. В 1953 году, в возрасте двадцати лет, опубликовал свои первые два сборника стихов. В центре его тематически широкого поэтического творчества находился человек с его многообразными социальными отношениями и конфликтами.
Автор многих сборников стихов, либретто опер, таких как «Каракорум» и «Шиви Хиагт», для первого монгольского мюзикла «Голый принц» (1985). Его произведения, такие как «Чингис», «Тусгаар тогтнол», «Хөх даалимбан тэрлэг», «Хар цас», «Сэгс цагаан Богд», пользовались большой популярностью у монгольских читателей. Член Союза писателей Монголии.

## Награды
- Герой Труда Монголии
- орден Сухэ-Батора
- Орден Трудового Красного Знамени (Монголия)
- Государственная премия Монголии за выдающийся вклад в развитие и укрепление монгольской литературы (1981).
- Народный писатель Монголии